# Wilhelmina von Bremen
Wilhelmina « Billie » von Bremen (née le 13 août 1909 à San Francisco - décédée le 16 juillet 1976 à Alameda) est une athlète américaine spécialiste du sprint.
Sélectionnée pour les Jeux olympiques de 1932 à Los Angeles, elle monte sur la troisième marche du podium du 100 mètres avec le temps de 12 s. En fin de compétition, Wilhelmina von Bremen remporte le titre olympique du relais 4 × 100 mètres aux côtés de ses coéquipières Mary Carew, Evelyn Furtsch et Annette Rogers. L'équipe américaine devance finalement le Canada et le Royaume-Uni.

## Palmarès
| Date | Compétition     | Lieu        | Résultat | Discipline |
| ---- | --------------- | ----------- | -------- | ---------- |
| 1932 | Jeux olympiques | Los Angeles | 3e       | 100 m      |
| 1932 | Jeux olympiques | Los Angeles | 1er      | 4 × 100 m  |